# Risa Goto
Risa Goto (後藤 理沙, Goto Risa, nascida em 18 de junho de 1983) é uma atriz japonesa e ídolo de gravura. Ela nasceu em Ukiha, Prefeitura de Fukuoka, Japão. Atualmente, ela assinou contrato com a agência de talentos JMO.

## Carreira
Risa Goto fez sua estreia como ídolo da gravura em 1997, aos 13 anos. No ano seguinte, ela estrelou um comercial da Pocari Sweat e ganhou popularidade como a "garota bonita no comercial de água potável". Ela atuou em vários dramas de televisão e filmes antes de se aposentar em 2002. Goto voltou em 2004 e continuou trabalhando como atriz.
Goto apareceu no programa de notícias da Fuji TV, Super News, em janeiro de 2010. Ela revelou que havia feito lipoaspiração, aumento dos seios e outras cirurgias cosméticas para fazer um retorno como atriz. O programa era uma cobertura total de suas cirurgias, pelas quais Goto ganhou notoriedade. No mesmo mês, ela revelou que havia se casado com um homem que não era celebridade em 2007 e que eles haviam se divorciado no ano anterior. Goto fez sua estreia no palco em novembro de 2010.
Goto se casou com um homem que não era celebridade em abril de 2015. Ela deu à luz seu primeiro filho em 17 de julho de 2015.

## Filmografia

### Televisão
- Sekai de Ichiban Papa ga Suki (Fuji TV, 1998)
- Psychometrer Eiji 2 (NTV, 1999)
- Love Chat (Fuji TV, 2000)
- Meguru Natsu (Fuji TV, 2000)
- Shinjuku Bōsō Kyūkyūtai (NTV, 2000)
- Shijō Saiaku no Date (NTV, 2000)
- Onmyoji (NHK, 2001)
- Honke no Yome (NTV, 2001)
- Kenja no Okuri Mono (TV Asahi, 2001)
- Muta Keiji-kan vs. Shūchakueki no Ushio Keiji 2 (TV Asahi, 2002)
- Kaizu no nai Tabi (NHK, 2002)
- 13ª temporada de Mitsuhiko Asami (Fuji TV, 2003)
- Xenos (TV Tóquio, 2007)
- Arquivo Hōigaku Kyōshitsu no Jiken (TV Asahi, 2007)

### Filme
- Sleeping Bride (2000)
- Chinchiromai (2000)
- Shibito no Koiwazurai (Love Ghost) (2001)
- Color of Pain Yarō (2001)
- Fuzoroina Himitsu (2007)
- Kanaria Jinsei o Umaku Tobenai Hito 2 (2012)
- Saikin, Chōchō wa... (2014)